# جورج سترينج بولتن
جورج سترينج بولتن هو محامي كندي، ولد في 11 سبتمبر 1797، وتوفي في 13 فبراير 1869.